# Bourg-Sainte-Marie
Bourg-Sainte-Marie ist eine französische Gemeinde im Département Haute-Marne in der Region Grand Est. Sie gehört zum Arrondissement Chaumont und zum Kanton Poissons.

## Geografie
Die Gemeinde Bourg-Sainte-Marie liegt in der Landschaft Bassigny an der oberen Maas. Nachbargemeinden sind Illoud im Norden, Bourmont-entre-Meuse-et-Mouzon mit Bourmont im Nordosten, Brainville-sur-Meuse im Osten, Hâcourt im Südosten, Huilliécourt im Süden und Romain-sur-Meuse im Westen.

## Bevölkerungsentwicklung

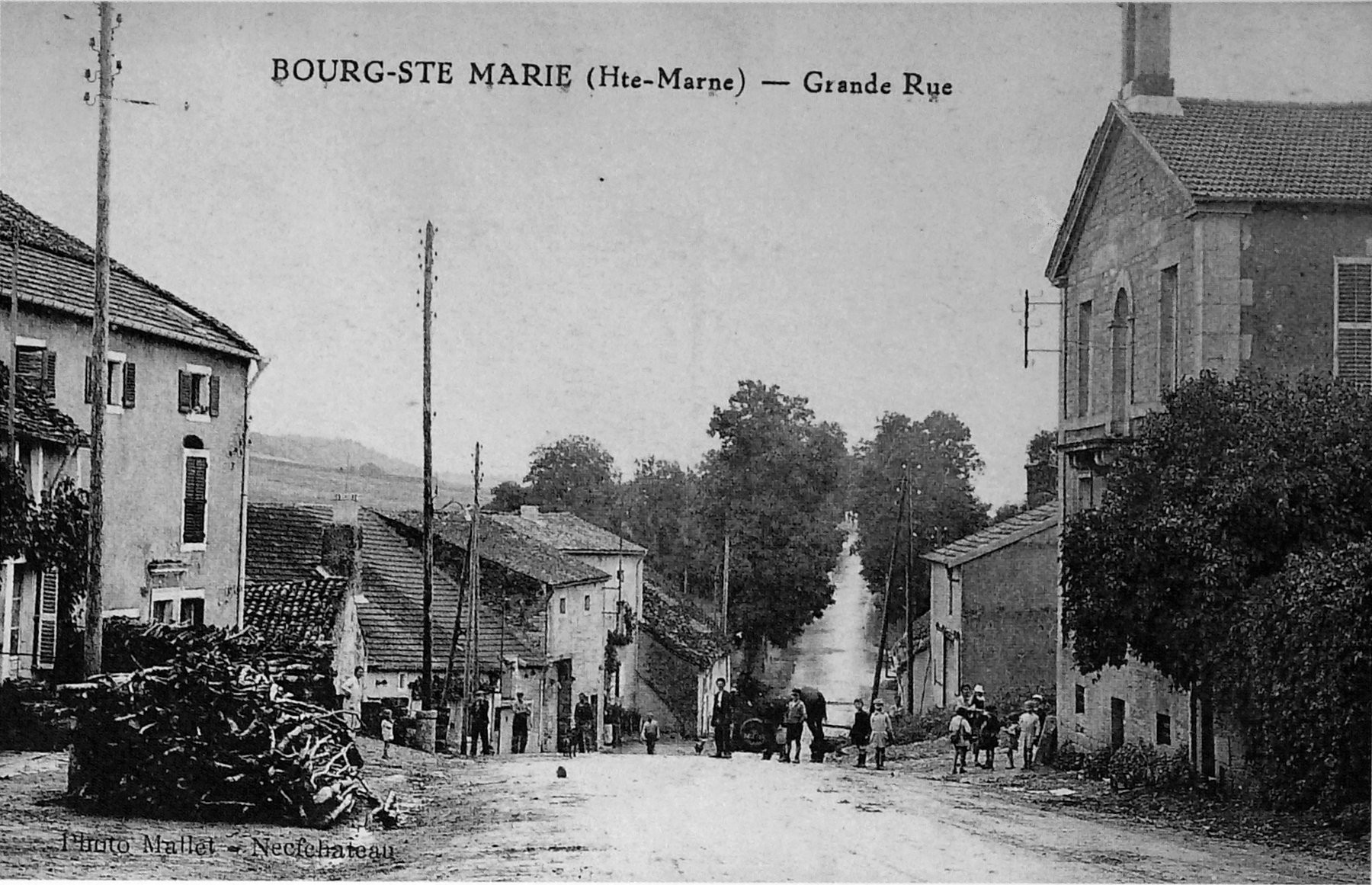
Bourg-Sainte-Marie auf einer alten Postkarte

| Jahr      | 1962 | 1968 | 1975 | 1982 | 1990 | 1999 | 2008 | 2018 |
| --------- | ---- | ---- | ---- | ---- | ---- | ---- | ---- | ---- |
| Einwohner | 125  | 147  | 147  | 125  | 117  | 110  | 91   | 100  |